# Gaspare da Pesaro
Gaspare da Pesaro (dokumentiert 1413–1461 in Palermo) war ein italienischer Maler von Tafelbildern und Miniaturen auf Sizilien.

## Leben
Man geht heute davon aus, dass der Namenszusatz Pesaro sein Familienname war und sich nicht auf seine geografische Herkunft bezieht. In Palermo ist seine Tätigkeit ab 1421 belegt. Für Agrigent malte er zwei Kirchenfahnen, für die Kathedrale von Monreale vier Heiligenfiguren sowie Triptychen für die Chiesa Santa Maria della Misericordia von Termini Imerese und die Kirche von Gibilrossa.
1438 wurde er von Alfons V. von Aragón (il Magnanimo) beauftragt, mehrere Handschriften mit Miniaturen zu versehen.
Mehrere Forscher sind der Meinung, dass das berühmte Gemälde „Triumph des Todes“ im Palazzo Abatellis von Palermo von seiner Hand stammt.
Seine Söhne Benedetto und Guglielmo da Pesaro (dokumentiert 1465–1493) waren ebenfalls Maler. Von Guglielmo stammt das große bemalte Kruzifix in der Kathedrale von Cefalù, ein Polyptychon mit einer Marienkrönung sowie einige Miniaturen.

## Werke
- Museo Civico“Baldassaro Romano” (Termini Imerese) Triptychon “Madonna und Heilige” (1453)
- Ashmolean Museum of Art and Archaeology (Oxford) Tafelbild „San Marco“
- Collezione Raffaele Garofalo (Mailand) Fragmente eines Polyptichons